# زیردریایی کی-۴۴۲ چلیابینسک
زیردریایی کی-۴۴۲ چلیابینسک (به انگلیسی: Russian submarine K-442 Chelyabinsk) یک زیردریایی بود که طول آن 154.0 m بود. این زیردریایی در سال ۱۹۹۰ ساخته شد.